# Leptokoenenia gerlachi
Leptokoenenia gerlachi är en spindeldjursart som beskrevs av Bruno Condé 1965. Leptokoenenia gerlachi ingår i släktet Leptokoenenia och familjen Eukoeneniidae. Inga underarter finns listade i Catalogue of Life.